# Alice Heron
Alice Heron var en engelsk porträttmålare.
Hon var gift med hovmålaren William Heron. Hon var verksam som en av Henrik VIII:s hovmålare. Hon var vid sidan av Margaret Holsewyther en av två kvinnor i denna position. Alice Heron övertog sin make William Herons ateljé och position som hovmålare efter hans död 1580.